# Ghigi (equipo ciclista)
El equipo Ghigi fue un equipo ciclista italiano, de ciclismo en ruta que compitió entre 1958 y 1962. Estaba dirigido por el exciclista Luciano Pezzi.

## Principales resultados
- A través de Flandes: Willy Vannitsen (1958)
- Giro de Toscana: André Vlayen (1958)
- Flecha de Heist: André Vlayen (1958), Leopold Schaeken (1959)
- Coppa Cicogna: Idrio Bui (1958), Livio Trapè (1961)
- Coppa Sabatini: Rino Benedetti (1959)
- Giro de Campania: Rino Benedetti (1959), Livio Trapè (1961)
- Giro del Veneto: Rino Benedetti (1959), Angelino Soler (1962)
- Coppa Collecchio: Guido Carlesi (1959)
- Giro de los Abruzzos: Mario Zanchi (1961)
- Copa Sels: Jos Hoevenaers (1961)
- Giro de Reggio Calabria: Luigi Sarti (1962)
- Giro de la Romagna: Diego Ronchini (1962)
- Trofeo Matteotti: Pierino Baffi (1962)
- Coppa Bernocchi: Pierino Baffi (1962)
- Milán-Mantua: Pierino Baffi (1962)
- Milán-Vignola: Vendramino Bariviera (1962)

### A las grandes vueltas
- Giro de Italia
  - 5 participaciones (1958, 1959, 1960, 1961, 1962)
  - 5 victorias de etapa:
    - 1 el 1958: Willy Vannitsen
    - 1 el 1959: Rino Benedetti
    - 3 el 1962: Angelino Soler (3)

  - 0 clasificación finales:
  - 1 clasificación secundaria:
    - Gran Premio de la montaña: Angelino Soler (1962)

- Tour de Francia
  - 1 participación (1962)
  - 1 victoria de etapa:
    - 1 el 1962: Mario Minieri

- Vuelta a España
  - 0 participaciones